# Trần Bá Dương
Trần Bá Dương sinh năm 1960 tại Huế, nhưng lớn lên ở Đà Lạt. Ông là người sáng lập và cũng là Chủ tịch Hội đồng quản trị Công ty cổ phần Tập đoàn Trường Hải (THACO) vào năm 1997. Ngoài ra ông còn là Chủ tịch HĐQT của 6 Tập đoàn thành viên bao gồm: THACO AUTO, THACO AGRI, THACO INDUSTRIES, THADICO, THISO, THILOGI.
Ông Trần Bá Dương được Forbes công nhận sở hữu khối tài sản 1,76 tỷ USD (6.3.2018). Theo hồ sơ của Forbes, đến năm 2016, Thaco trở thành công ty ô tô lớn nhất của Việt Nam với thị phần ô tô chiếm 32%.

## Tiểu sử
- Trần Bá Dương sinh ngày 1 tháng 4 năm 1960 tại Thừa Thiên Huế, Việt Nam, trong một gia đình có 8 anh chị em. Ông là con thứ 5, trên ông còn có 3 anh trai, 1 chị gái và dưới ông còn có 3 em gái.
- 1983: Tốt nghiệp Kỹ sư Cơ khí - Đại học Bách khoa TP HCM [4]
- 1983 - 1987: Kỹ thuật viên xưởng sửa chữa nhà máy đại tu ô tô Đồng Nai [5]
- 1987 - 1990: Quản đốc xưởng sửa chữa nhà máy đại tu ô tô Đồng Nai
- 1991 - 1997: Quản đốc xưởng sửa chữa – xí nghiệp cơ khí giao thông Đồng Nai
- 04/1997 - 04/2007: Chủ tịch Hội đồng thành viên kiêm Tổng giám đốc Công ty trách nhiệm hữu hạn ô tô Trường Hải
- 04/2007 - 04/2013: Chủ tịch HĐQT kiêm Tổng giám đốc Công ty cổ phần Tập đoàn Trường Hải
- 04/2013 - Nay: Chủ tịch HĐQT Công ty cổ phần Tập đoàn Trường Hải
- 04/2013 - Nay: Tổng giám đốc Công ty cổ phần địa ốc Đại Quang Minh[6]
- Từ năm 2018 - Nay: Chủ tịch HĐQT của 6 Tập đoàn thành viên bao gồm THACO AUTO, THACO AGRI, THACO INDUSTRIES, THADICO, THISO, THILOGI.

## Thành tựu
- Giải thưởng doanh nhân Việt Nam xuất sắc tiêu biểu 5 năm liền 2008 - 2013
- Cờ thi đua xuất sắc của Chính phủ năm 2013
- Bằng khen của Thủ tướng Chính phủ về thành tích Hoạt động Phong trào Doanh nhân trẻ Việt Nam từ 2008 - 2013
- Huân Chương Lao động hạng Nhì[7]
- Giải bình chọn 50 người đi tiên phong của Báo Vietnamnet
- Huân Chương Lao động hạng Nhất năm 2018
- Doanh nhân xuất sắc ASEAN năm 2020